# 山梨県バス総合案内システム
山梨県バス総合案内システム（やまなしけんバスそうごうあんないシステム）は山梨県バス協会と山梨大学が開発した山梨県全域の路線バスの情報と沿線上の観光情報を得られるサービス。通称やまなしバスコンシェルジュ。

## 概要
山梨交通バス118台と富士急バス118台、計236台のバスにGPS端末を設置し、運行中の路線バスの位置情報・接近情報を提供する。
山梨大学が作成した「山梨バスマップ」をベースに構築されたシステム。「富士の国やまなし観光コンシェルジュシステム事業」の主要な部分でもある。
笛吹市、北杜市、甲州市、中央市、南アルプス市、韮崎市、市川三郷町、南部町、小菅村、山梨市、富士川町の市町村営バス・コミュニティバスの車両にもGPS端末が取り付けられている。
バスロケーションシステムの発展形であり、路線バス情報と観光情報が融合するシステムでは全国初。

## サービス内容

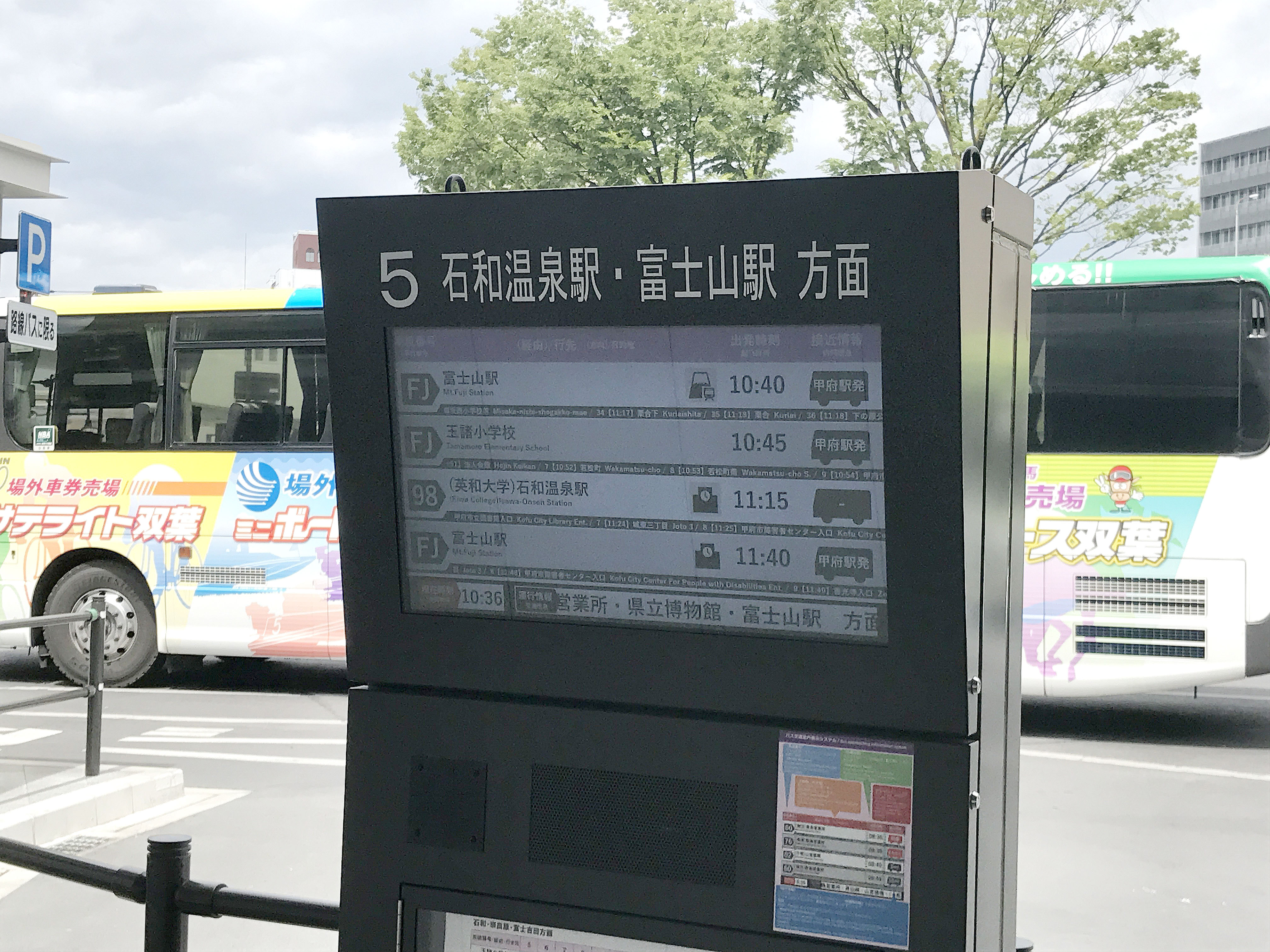
山梨県バス総合案内システムに関連し甲府駅バスターミナルに導入された運行情報表示器

- バス接近情報
- 時刻表検索
- バス位置情報表示
- 運行経路検索
- バス停周辺の観光情報
- 目的地までの経路検索導入している会社・路線

●は位置情報対応（高速バスを除く）

### 路線バス
- 山梨交通バス（118台）●
- 富士急バス（118台）●

### コミュニティバス
- 笛吹市内バス（笛吹市）
- 甲斐市民バス（甲斐市）
- 北杜市民バス（北杜市）
- 甲州市市民バス（甲州市）
- 中央市コミュニティバス（中央市）
- 南アルプス市コミュニティバス（南アルプス市）●
- 韮崎市民バス（韮崎市）
- 市川三郷町コミュニティバス（市川三郷町）
- 南部町営バス（南部町）
- 小菅村営バス（小菅村）
- 山梨市営バス（山梨市）
- 富士川町コミュニティバス（富士川町）●

## その他
- 山梨交通は静岡県の路線にも対応。富士急山梨バスも御殿場・三島方面〜富士吉田地域を結ぶバスは静岡県内での表示にも対応している。但し高速バスには非対応。
- コミュニティバスについては身延町営バス（身延町）、早川町乗合バス（早川町）には対応していない。また、富士川町は富士川町コミュニティバスとは別に町営バスがあるが、こちらも対応していない。